# Aerosoft
Aerosoft GmbH est un distributeur de matériel et de logiciels et un développeur de logiciels pour jeux informatiques, spécialisé dans les simulateurs et produisant principalement des jeux dans le domaine de la simulation de vol. La société a été fondée en 1991 par Bernward Suermann, Ralf Hartmann et Winfried Diekmann et est située à l'aéroport de Paderborn/Lippstadt depuis sa création. Il y a quelques années, Bernward Suermann et Ralf Hartmann se sont retirés des affaires opérationnelles.

## Histoire
Au début, l'accent était mis sur le développement de logiciels de formation et de préparation aux examens pour les pilotes et sur la distribution d'entraîneurs aux procédures.
En 1992, le premier logiciel (add-on), TOP Scenery 1, est sorti pour le Microsoft Flight Simulator 4.0 de l'époque. Depuis le milieu des années 1990, le champ d'activité s'est déplacé de plus en plus vers le développement et la distribution d'add-ons pour le Microsoft Flight Simulator. En plus du logiciel, Aerosoft a développé son propre matériel pour la simulation de vol en 1992.
Depuis 2002, des add-ons pour la simulation ferroviaire, entre autres, ont également été développés et commercialisés dans le monde entier. Plus tard, d'autres simulations de trafic ont été ajoutées.
Avec 25 employés permanents, 10 stagiaires et des coopérations avec des développeurs indépendants et des sociétés telles que PMDG, Flight 1, PILOT's, WILCO, MR Software, 777-Studios, Tocksick-Labs, TML-Studios, SimTrain.ch, Dovetail et Laminar Research, Aerosoft est aujourd'hui représentée avec ses produits dans plus de 30 pays. Depuis 2008, le logiciel d'Aerosoft est également utilisé dans la simulation professionnelle par diverses entreprises. Depuis 2011, Aerosoft coopère avec le développeur de simulateurs de vol Laminar Research, USA, et est le distributeur européen exclusif de leur logiciel X-Plane 10. En 2012, Aerosoft a acquis la société Simware, basée à Bruxelles, spécialisée dans la distribution de logiciels et de matériel de simulation.
L'entreprise réalise environ 50 % de son chiffre d'affaires à l'étranger. Outre la vente par l'intermédiaire de revendeurs et de distributeurs, elle sert également quelque 120 000 clients finaux par correspondance et par téléchargement via sa propre boutique en ligne.